# Közönséges vízifátyolka
A közönséges vízifátyolka (Sialis lutaria) a rovarok (Insecta) osztályának a nagyszárnyú fátyolkák (Megaloptera) rendjébe, ezen belül a vízifátyolka-félék (Sialidae) családjába tartozó faj.

## Előfordulása
A közönséges vízifátyolka előfordulási területe majdnem az egész Európa és Oroszország nagy része.

## Megjelenése
A rovar testhossza 16-22 milliméter. Az imágónak két pár szárnya van.

## Életmódja
A folyó- és patakmenték egyik lakója. A felnőtt gyakran a fák levelei között tartózkodik.

## Szaporodása
A nőstény a folyóvizek parti növényzetei közé rakja le a petéit. Miután kikelnek a lárvák, behatolnak a vízbe, ahol apró gerincteleneket zsákmányolnak. A lárvaállapot, akár több évig is eltarthat. Amikor kész a bebábozódásra kimászik a partra és egy kő alatt a puha talajba bevájja magát. Bebábozódás után, nemsokára előjön az imágó, amely nagyon rövid életű; legfeljebb csak néhány napot él.

## Források

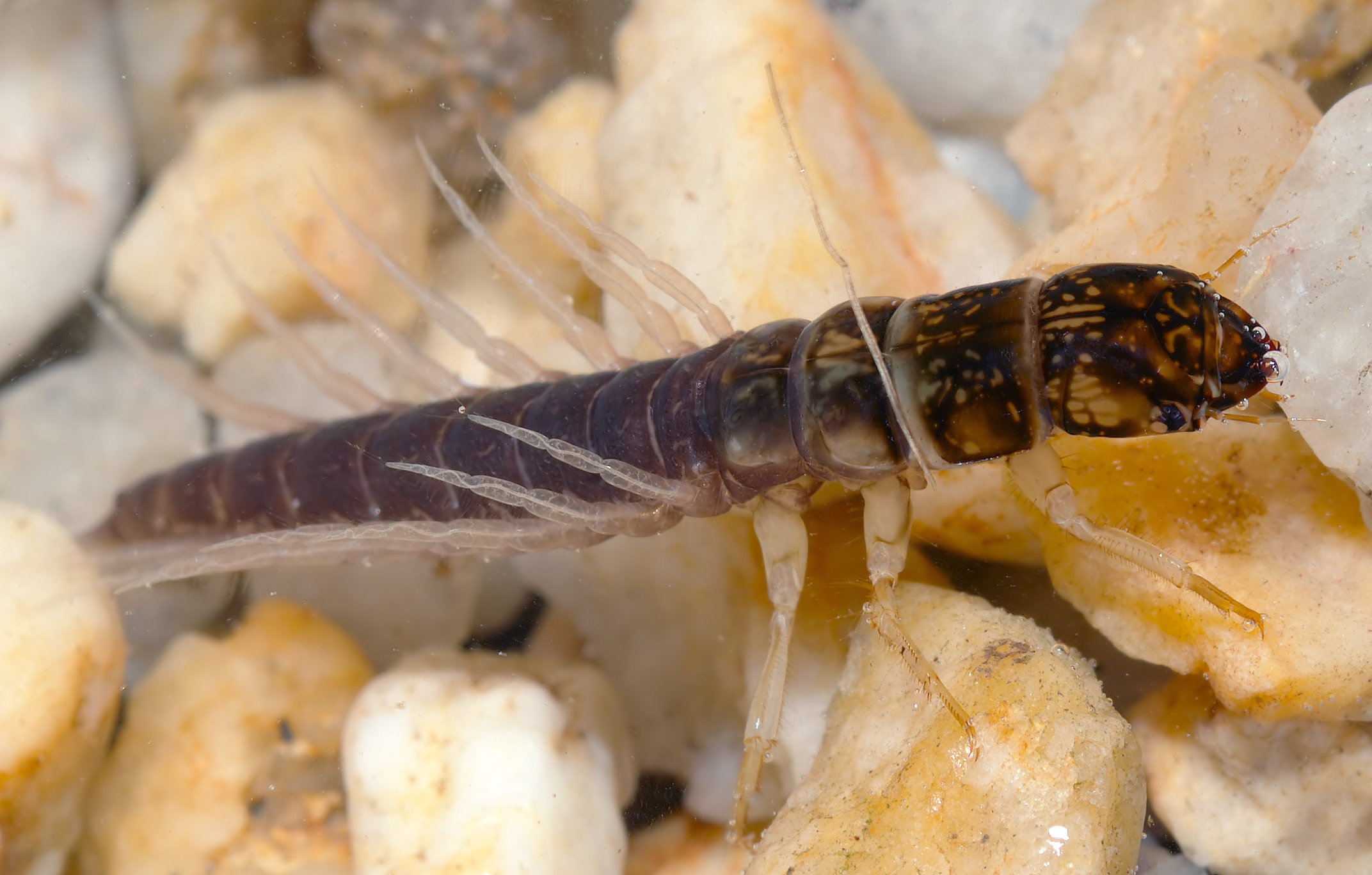
A lárva